# アームドラッグ
アームドラッグ（Arm Drag）は、組み技系格闘技で使われる技術の一種である。日本名は巻き投げ（まきなげ）、手繰り（たぐり）。

## 概要
キャッチ・アズ・キャッチ・キャン、レスリング、グラップリング、ブラジリアン柔術においては両手で相手の手首とひじの少し上を取り、相手のバックまたはサイドを取る技術を指す。レスリングではツー・オン・ワン (2 on 1) とも呼ばれる。相撲や柔道においては同様の技術を手繰り（たぐり）と呼ぶ。
ブラジリアン柔術では寝技でも使用され柔術家のマルセロ・ガッシアは、シッティングガードポジションからなど、この技から相手の背後に回る動きを得意としている。

## プロレス
プロレスの場合は主に走りこんでくる相手に対して自分の利き腕の対角線にある相手方の腋に腕を差し入れて後方へ自分の体を反らしながらマット上へ横になり、同時に相手を前方に一本背負いのように投げ落とす技のこともアームドラッグと呼ぶ場合がある。アイルランド人レスラーのダノ・オマホニーが得意技としたことからアイリッシュ・ホイップとも呼ばれる。
アーム・ホイップ、サイクロン・ホイップ、サルトなどの別名もある。主に試合序盤の攻防に散見されてルチャリブレ系レスラーに使用者が多い。また、かつてはドリー・ファンク・ジュニア、ジャック・ブリスコ、リッキー・スティムボートなどの歴代NWA世界王者やジェリー・モロー、エディ・ゲレロ、クリス・ベノワらが得意技としていた。